# Chi non risica non rosica
Chi non risica non rosica è un melodramma giocoso in due atti composto da Pietro Generali su libretto di Luigi Romanelli, andato in scena per la prima volta alla Scala il 18 maggio del 1811.

## Trama
L'azione si svolge a Firenze, e segue le avventure delle coppie incrociate di Filiberto e Dinda, e Angelina e Valerio, ostacolate dal vecchio medico Pancrazio, padre di Dinda e tutore di Angelina, che intende dare in sposa la prima al marchese Roberto e prendere per sé la seconda come sposa. Alla fine, però, anche grazie ai due scaltri servi Carolina e Masetto, i giovani trionferanno in barba a Pancrazio e coroneranno il proprio sogno d'amore.

## Struttura musicale
- Sinfonia

### Atto I
- N. 1 - Introduzione Cassia, cassia... (Coro, Masetto, Carolina, Dinda, Filiberto)
- N. 2 - Cavatina Dai sguardi altrui m'accorgo (Angelina, Coro)
- N. 3 - Duettino Non so, se sia piacere, o tormento (Valerio, Angelina)
- N. 4 - Cavatina Sia quartana, attenti bene (Pancrazio, Coro)
- N. 5 - Terzetto Cara, non ti sorprenda (Angelina, Dinda, Pancrazio)
- N. 6 - Aria Il ristoro de' mortali (Angelina)
- N. 7 - Finale I Ma che fate? Voi sbagliate (Angelina, Pancrazio, Valerio, Dinda, Filiberto, Masetto, Carolina, Coro)

### Atto II
- N. 8 - Introduzione Il Dottore, che avea gran fretta (Coro)
- N. 9 - Aria In sospetto è già il Dottore (Masetto)
- N. 10 - Aria Quando una donna incontra (Valerio, Pancrazio)
- N. 11 - Quintetto Chi d'amar non è capace (Angelina, Dinda, Filiberto, Pancrazio, Valerio)
- N. 12 - Aria Non dubiti il signore (Carolina)
- N. 13 - Duetto Se ti guardo, o mia ragazza (Pancrazio, Angelina)
- N. 14 - Finale II Venite pure avanti (Pancrazio, Coro, Carolina, Masetto, Filiberto, Angelina, Valerio, Dinda)